# Univers de la science-fiction
Univers de la science-fiction est une anthologie de seize nouvelles de science-fiction composée et présentée par Hubert Juin, publiée par le Club des libraires de France en septembre 1957. Elle a été popularisée par sa réédition par Marabout sous le titre Les Vingt Meilleurs Récits de science-fiction en 1964 qui contenait un choix en partie différent.

## Présentation
En publiant son anthologie en 1957, Hubert Juinne s'adressait pas aux lecteurs spécialistes de science-fiction, mais au public de littérature générale[réf. nécessaire]. Son introduction lui donne l'occasion de faire une Défense et illustration de la science-fiction en tant que genre littéraire, souvent poétique, montrant l'homme aux prises avec les dangers inconnus du moment, que ces dangers viennent de l'extérieur de l'être humain ou du cœur de celui-ci.
Le livre est illustré de tableaux de Max Ernst, Vieira da Silva, Matta, Miro et Henri Michaux. Il est découpé en 5 thèmes : Le temps, Les éléments, Les Univers parallèles, Les mutants et Ombres, Monstres et Robots.
On y trouve en particulier le texte de Philip K. Dick, Le Père truqué, qui a le plus touché ses premiers lecteurs français (voir le témoignage d'Élisabeth Vonarburg)[réf. nécessaire], et des nouvelles de références sur le thème des « enfants mutants  » : Tout smouales étaient les borogoves de Lewis Padgett dans la traduction de Boris Vian, ou L'Homme que Vénus va condamner d'Alfred Bester.

## Nouvelles
Cette anthologie est découpée en 5 thèmes avec à chaque fois une illustration associée.

### Le temps
Précédée de l'illustration Le jour et la nuit de Max Ernst

#### La Patrouille du temps
- Titre original : Time Patrol
- Nouvelle traduite par Bruno Martin, initialement parue dans The Magazine of Fantasy & Science Fiction, mai 1955
- Auteur : Poul Anderson
- Résumé :

### Les éléments
Précédée de l'illustration Bibliothèque de Vieira da Silva

#### Bucolique
- Titre original : Process
- Nouvelle traduite par Richard Chomet, initialement parue dans The Magazine of Fantasy & Science Fiction, décembre 1950
- Auteur : A. E. van Vogt
- Résumé :

#### Un homme contre la ville
- Titre original : Single combat
- Auteur : Robert Abernathy
- Résumé : Un homme fuit à travers la ville. Il fuit… la Ville, qui cherche à le tuer. Et finalement, elle parviendra à le tuer.

#### La Bibliothèque de Babel
- Titre original : La biblioteca de Babel
- Nouvelle traduite par Néstor Ibarra
- Auteur : Jorge Luis Borges
- Résumé :

### Les univers parallèles
Précédée de l'illustration Désastre du mysticisme de Matta

#### À travers les airs
- Titre original : Way in the Middle of the Air
- Nouvelle traduite par Henri Robillot, initialement parue dans Other Worlds, juillet 1950
- Auteur : Ray Bradbury
- Remarque : cette nouvelle fait partie du recueil  Chroniques martiennes
- Résumé : Sur Terre, dans une ville du sud des États-Unis, des hommes de race blanche apprennent que les Noirs partent en masse pour Mars. L'un d'entre eux, Samuel Teece, raciste notoire, tente alors d'empêcher le Noir qu'il a à son service et qu'il appelle l'Idiot (Simplet dans la traduction révisée), de partir...

#### Les Conquérants
- Titre original : Les conquérants
- Nouvelle initialement parue dans la revue Fiction no 35, octobre 1956
- Auteur : Jacques Sternberg
- Résumé :

#### Les Nocturnes
- Auteur : Fredric Brown
- Résumé :

#### La Sentinelle
- Titre original : La sentinelle
- Nouvelle initialement parue dans la revue Fiction no 28, mars 1956
- Auteur : Charles Henneberg
- Résumé :

### Les mutants
Précédée de l'illustration Femme et oiseau devant le soleil de Miro

#### Journal d'un monstre
- Titre original : Born of Man and Woman
- Nouvelle initialement parue dans la revue The Magazine of Fantasy & Science Fiction en 1950
- Auteur : Richard Matheson
- Résumé :

#### Les Talents
- Titre original : Talents
- Nouvelle traduite par Jean Rosenthal, initialement parue dans la revue The Magazine of Fantasy & Science Fiction, octobre 1952
- Auteur : J. T. McIntosh
- Résumé :

#### L'Homme que Vénus va condamner
- Titre original : Star Light, Star Bright
- Nouvelle initialement parue dans la revue The Magazine of Fantasy & Science Fiction, juillet 1953
- Auteur : Alfred Bester
- Résumé :

#### « Tout smouales étaient les borogoves »
- Titre original : Mimsy were the Borogoves
- Nouvelle traduite par Boris Vian, initialement parue dans Astounding Science Fiction, février 1943
- Auteur : Lewis Padgett
- Résumé :

### Ombres, monstres et robots
Précédée de la lithographie Meisodems d'Henri Michaux

#### Le Ruum
- Titre original : The Ruum
- Nouvelle initialement parue dans The Magazine of Fantasy & Science Fiction, octobre 1953
- Auteur : Arthur Porges
- Résumé :

#### Les Mouches
- Titre original : Flies
- Nouvelle traduite par Roger Durand, initialement parue dans The Magazine of Fantasy & Science Fiction, juin 1953
- Auteur : Isaac Asimov
- Remarque : cette nouvelle a été publiée en France dans le recueil Jusqu'à la quatrième génération
- Résumé :

#### Le Père truqué
- Titre original : The Father-Thing
- Nouvelle traduite par Alain Dorémieux, initialement parue dans The Magazine of Fantasy & Science Fiction, décembre 1954
- Auteur : Philip K. Dick
- Résumé :

#### La Couleur tombée du ciel
- Titre original : The Colour Out of Space
- Nouvelle traduite par Jacques Papy, initialement parue dans Amazing Stories, septembre 1927
- Auteur : H. P. Lovecraft
- Résumé :

## Témoignage
- Élisabeth Vonarburg, à propos de Philip K. Dick : « Quand j'ai découvert Dick, il m'a semblé (il me semble encore !) que, en dehors des motifs proprement fantastiques comme celui du simulacre voleur d'identité, (« Le Père truqué », mon premier texte de Dick, dans l'anthologie-pierre blanche d'Hubert Juin, chez Marabout), c'était ces motifs-là qui le dynamisaient le plus (...) », postface à Aurore sur un jardin de Palmes, Omnibus, p. 1354.

## Publication
- Univers de la science-fiction, Les Librairies associés, coll. Club des Libraires de France no 65, 456 pages, 1957.